# Canoagem nos Jogos Pan-Americanos de 2011 - K-1 200 m masculino
A competição do K-1 200 metros masculino foi um dos eventos da canoagem nos Jogos Pan-Americanos de 2011. Foi disputada na Pista de Remo e Canoagem, em Ciudad Guzmán, nos dias 27 e 29 de outubro.

## Calendário
Horário local (UTC-6).
| Data          | Horário | Fase          |
| ------------- | ------- | ------------- |
| 27 de outubro | 11:15   | Eliminatórias |
| 27 de outubro | 13:05   | Semifinal     |
| 29 de outubro | 9:15    | Final         |

## Medalhistas
| Ouro   | COL César de Cesare |
| Prata  | ARG Miguel Correa   |
| Bronze | USA Ryan Dolan      |

## Resultados

### Eliminatórias
Os três melhores em cada bateria se classificaram diretamente para a final e os restantes disputaram a semifinal.
Bateria 1
| Pos. | Canoísta        | País          | Tempo  | Obs. |
| ---- | --------------- | ------------- | ------ | ---- |
| 1    | Connor Taras    | CAN Canadá    | 36.445 | QF   |
| 2    | Reinier Mora    | CUB Cuba      | 36.560 | QF   |
| 3    | Jhonson Vergara | VEN Venezuela | 37.378 | QF   |
| 4    | Edson da Silva  | BRA Brasil    | 37.771 | QS   |
| 5    | Yimi Urrego     | COL Colômbia  | 38.881 | QS   |
| 6    | Richard Girón   | GUA Guatemala | 40.086 | QS   |

Bateria 2
| Pos. | Canoísta         | País                  | Tempo  | Obs. |
| ---- | ---------------- | --------------------- | ------ | ---- |
| 1    | César de Cesare  | ECU Equador           | 35.796 | QF   |
| 2    | Ryan Dolan       | USA Estados Unidos    | 36.397 | QF   |
| 3    | Miguel Correa    | ARG Argentina         | 37.300 | QF   |
| 4    | Manuel Cortina   | MEX México            | 39.275 | QS   |
| 5    | Krishna Angueira | PUR Porto Rico        | 40.195 | QS   |
| 6    | Satyam Maharaj   | TRI Trinidad e Tobago | 51.371 | QS   |

### Semifinal
Os três primeiros colocados se classificaram para a final.
| Pos. | Canoísta         | País                  | Tempo  | Obs. |
| ---- | ---------------- | --------------------- | ------ | ---- |
| 1    | Edson da Silva   | BRA Brasil            | 36.146 | QF   |
| 2    | Manuel Cortina   | MEX México            | 36.919 | QF   |
| 3    | Yimi Urrego      | COL Colômbia          | 38.686 | QF   |
| 4    | Richard Girón    | GUA Guatemala         | 38.858 |      |
| 5    | Krishna Angueira | PUR Porto Rico        | 38.960 |      |
| 6    | Satyam Maharaj   | TRI Trinidad e Tobago | 49.285 |      |

### Final
| Pos.              | Canoísta        | País               | Tempo  | Obs. |
| ----------------- | --------------- | ------------------ | ------ | ---- |
| Medalha de ouro   | César de Cesare | ECU Equador        | 35.971 |      |
| Medalha de prata  | Miguel Correa   | ARG Argentina      | 36.349 |      |
| Medalha de bronze | Ryan Dolan      | USA Estados Unidos | 36.547 |      |
| 4                 | Reinier Mora    | CUB Cuba           | 36.686 |      |
| 5                 | Edson da Silva  | BRA Brasil         | 36.691 |      |
| 6                 | Connor Taras    | CAN Canadá         | 36.766 |      |
| 7                 | Manuel Cortina  | MEX México         | 37.199 |      |
| 8                 | Jhonson Vergara | VEN Venezuela      | 37.393 |      |
| 9                 | Yimi Urrego     | COL Colômbia       | 39.305 |      |